# Asplenium haenkeanum
Asplenium haenkeanum är en svartbräkenväxtart som först beskrevs av Presl, och fick sitt nu gällande namn av Georg Hans Emmo Wolfgang Hieronymus. Asplenium haenkeanum ingår i släktet Asplenium och familjen Aspleniaceae. Inga underarter finns listade.